# Literatura aljamiada

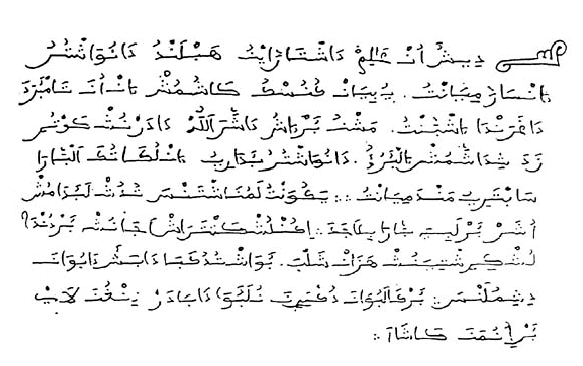
Texto aljamiado do Mancebo de Arévalo

Por literatura aljamiada entende-se o conjunto de obras literárias escritas numa língua românica peninsular com grafias do alifato árabe ou alefato hebraico. A palavra aljamia deriva do árabe العجَميَّة , al'ajamiyya, que era o nome com o que denominavam as línguas estrangeiras.

## Descrição e etapas
A escrita aljamiada foi desenvolvida por Mudéjares submetidos a pagar importantes tributos a partir da conquista cristã e Mouriscos, pois a população de origem muçulmana, sobretudo nas camadas sociais mais baixas (camponeses especialmente), adotara a língua romance após ficar em zonas cristãs, mas conservava o alfabeto árabe por motivos religiosos e pela valoração que o Islão dá à caligrafia. Após a expulsão definitiva deste grupo populacional em 1609, a literatura aljamiada perdurou no Magrebe, na Europa e no Oriente Próximo, aonde foram obrigados a se exilarem. Até mesmo existe produção escrita sefardita aljamiada em caracteres hebreus e até mesmo árabes.
A maior parte dos escritos aljamiados tratam de matérias religiosas ou jurídicas. Contudo, também se produziram textos de criação, tanto de literatura moral, sapiencial e didática como de ficção em prosa e em verso.
A literatura aljamiada pode ser dividida em duas etapas. A primeira compreende desde o século XIV, em que se redige o primeiro texto de importância reconhecida, o Poema de Yusuf; até princípios do século XVI, data da conversão forçosa dos muçulmanos, que a partir de então serão chamados mouriscos. Nesta etapa produzem-se textos aljamiados em Castela e Aragão.
A segunda etapa compreende todo o século XVI até 1609, em que se produz a expulsão definitiva dos mouriscos espanhóis. Nesta segunda fase a escrita aljamiada desloca-se para ser predominante no território aragonês.
Por fim, deveríamos falar de uma terceira fase de produção aljamiada no exílio, pois as comunidades hispano-árabes e sefarditas continuaram escrevendo nas suas línguas românicas nos lugares aonde se viram obrigados a emigrar.

## Época mudéjar
Da época mudéjar podemos destacar-se, além do Poema de Yusuf citado, a redação da Soma dos principais mandamentos e debadamentos da Lei e Sunna, do mufti de Segóvia Içe de Gebir, que data de 1462. Trata-se de uma recopilação de leis, chamadas "leis de mouros", que vinha a culminar um corpo jurídico para a regulação da comunidade muçulmana mudéjar em Castela. Finaliza com a expulsão dos mouriscos de Castela em 1502, data na que muitos de eles assentam-se através do condado de Medinaceli nos vales do Jalón e Jiloca fugindo da repressão.

No caso aragonês seria preciso retrotrair a época mudéjar até 1526, data na que as leis da conversão forçosa dos muçulmanos foi promulgada também para os mudéjares aragoneses. Destaca-se a produção do mais importante escritor aljamiado do período mudéjar de nome conhecido, o Mancebo de Arévalo, chegado em 1502 a Aragão. Escreveu livros de religião muçulmana : Tafçira, Sumário, Breve Compêndio e Calendário, descoberto em 2002 por Bernabé Pons. Estas obras foram vulgarizadas com frequência por mouriscos aragoneses, como amostra um Breve Compêndio onde se observa a intervenção de Baray de Reminyo, alfaqui de Cadrete.

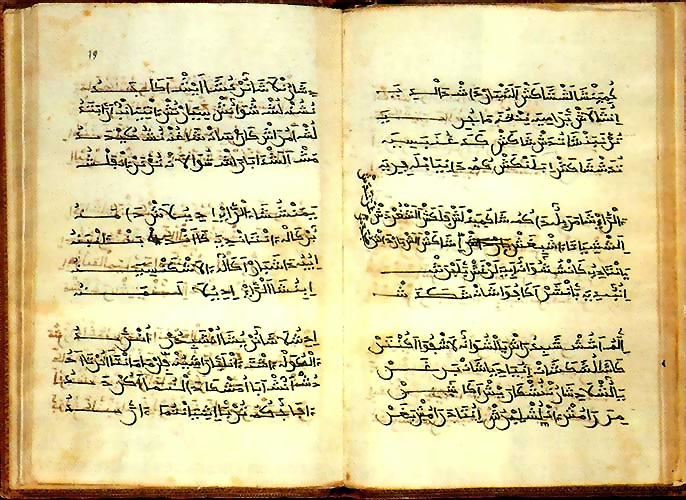
Manuscrito do Poema de Yusuf

### OPoema de Yusuf
A mais importante obra de literatura aljamiada de época mudéjar é o Poema de Yusuf, escrito por um mourisco aragonês, cujo conteúdo reflete o comentário à sura XII do Alcorão (Sūrat Yusuf), completado com a Lenda dourada.
Menéndez Pidal datou-o no século XIV, e definiu a sua língua como romance aragonês. O texto narra a história de José do Gênesis, segundo a versão alcorânica. Deste poema apenas se conservaram uns trezentos oitenta versos. Destaca-se a sua capacidade para a expressão de momentos de grande lirismo.

## Época mourisca

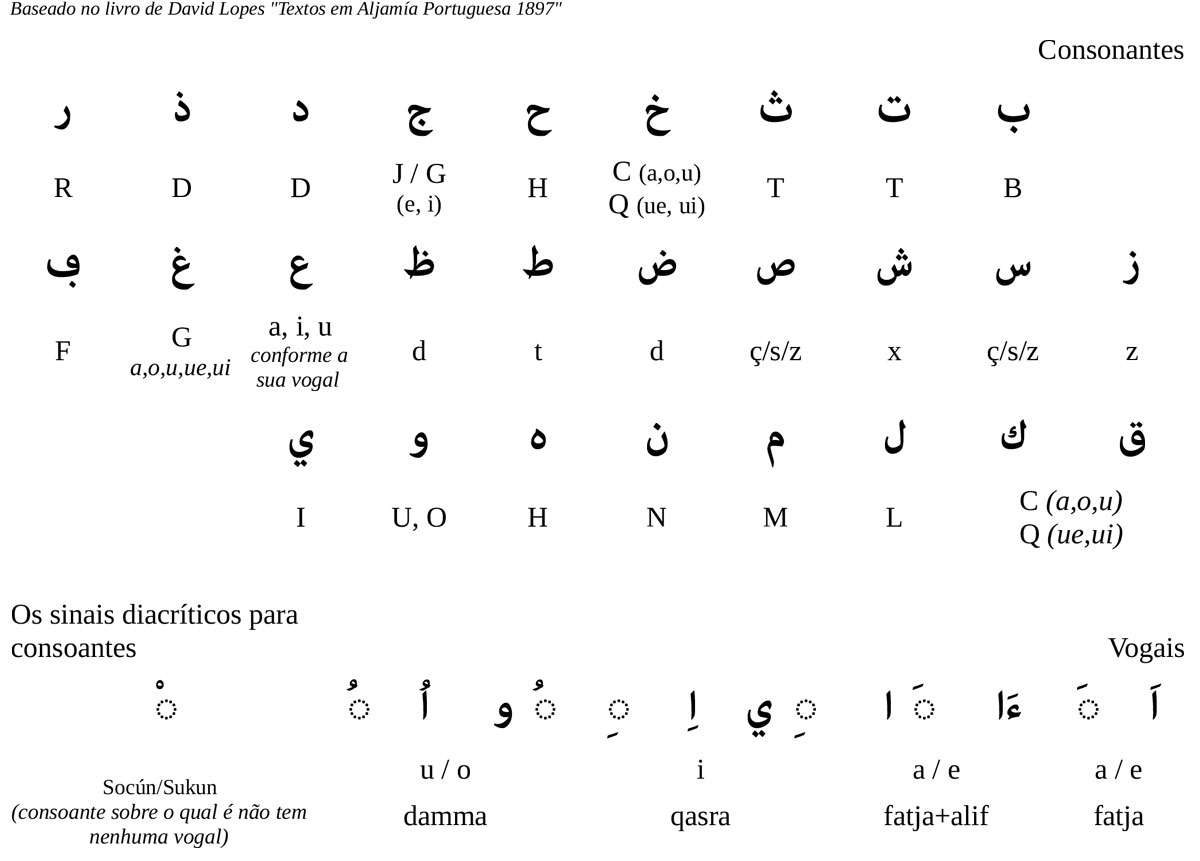
Alifato mourisco, com base na tabela de David Lopes, em seu livro "Textos em Aljamía Portuguesa" 1897

Os mouriscos, obrigados a se converter, mantêm em privado a sua religião e costumes. Para não as perderem, apoiam-se na escrita destes textos numa grafia críptica para os cristãos, que intentam preservar a cultura religiosa, legal e literária muçulmana. Portanto, muitos destes códices, sempre manuscritos, encontraram-se nos lugares mais recônditos, escondidos entre as paredes de uma casa ou enterrados. A maioria destes textos têm-se descoberto ao fazer obras num edifício ou de jeito casual, como o Poema de Yusuf, que foi achado numa caverna.
A atividade centra-se nas comarcas ocidentais de Aragão: Calatayud, Tarazona, Daroca, ... Escrevem-se textos de todo tipo: Lendas bíblicas: História de Ayud (Job), Racontamiento de Sulayman (Salomão), Lenda de Musa (Moisés), História do sacrifício de Ismail, ou a lenda de Yusuf (José, filho de Jacó), e que retoma esta história para contar o encontro de José e Jacó após oito décadas de ausência. Foi editada em 1888 por Guillén Robles e data da primeira metade do XVI.
Também encontramos histórias da vida de  'Isa (Jesus): Nascimento de 'Isa e do filho de uma velha, História que aconteceu na época  de 'Isa ou Jesus ressuscita Sem, filho de Noé. Outro ciclo abundante narra passagens da vida e milagres de Maomé. No âmbito pagão, segue viva entre os mouriscos a figura de Alexandre, o Grande, como reflete o Recontamento do rei Alisandere.
Encontramos também a tentativa de preservar a épica dos primeiros anos do Islão, que abunda em episódios maravilhosos. Cabe destacar-se o Livro das batalhas, a Lenda do alcácer de ouro e a história do dragão com Ali ibnu abi Talib, a Lenda de Ali ibnu abi Talib e as quarenta donzelas, a "Lenda da morte de Bilel ibnu Hamemah, pregoeiro do annabi Muhamad" (profeta Maomé) ou a Lenda da conversão de Omar.
Outro grupo de textos o compreendem itinerários ou guias de viagem cuja finalidade era ajudar no caminho do exílio aos mouriscos espanhóis, como o Itinerário da Espanha a Turquia ou os Avisos para o caminhante.
Também se escreveram tratados esotéricos, como o Livro dos sonhos e o Livro dos ditos maravilhosos, que contém toda sorte de conjuros, sortilégios e fórmulas destinadas à adivinhação.
Embora a produção de prosa de ficção não é dominante, podemos assinalar algumas obras, como o Recontamiento de Al-Miqdâd e Al-Mayâsa, editada por Alberto Montaner Frutos em 1988, que é um imaginativa romance de aventuras. Outras obras são O banho de Zarieb, Lenda da donzela Arcayona, Lenda dos dois amigos, Estória da cidade de Allatón e dos alcáncames, Os fatos de Bulluqiya (ambas baseadas em contos de As mil e uma noites), O arrependimento do desditado, um romance de viagem que, de jeito similar ao Lazarillo de Tormes, descreve os costumes da vida do século XVI ou a História dos amores de Paris e Viana, tradução de um livro de cavalarias que se ambientava na sucessão ao reino da França. De caráter maravilhoso, embora baseado na sura XVIII do Corão, é Dulkarnain (publicado também por Guillén Robles em 1888), uma personagem ao que Lá favorece com poderes extraordinários para a conquista de novas terras. Contém numerosos episódios sobrenaturais, como um no que luta o demônio contra Aristóteles, que representa as forças do bem e é ajudado por Jedr (identificado por Manuel Alvar como a potência vital), no espírito de Alexandre, o Grande criança.
As obras em verso são mais escassas. Embora podemos citar a  lmadha de alabança al annabí Muhammad  (Elogio em louvor do profeta Maomé), o mais sobressalente são as Coplas do peregrino de Puey Monção e a obra poética de Mohamad Rabadan, obra e autor já do século XVII, que antecederam em poucos anos à definitiva expulsão dos mouriscos.
As Coplas do peregrino de Puey Monzón foram escritas por um morisco do qual só sabemos o que relata o poema: que viajou do seu lugar de origem, Pueyo de Monzón (hoje Pueyo de Santa Cruz) para Meca, em 1603, em cumprimento do dever islâmico. Segundo Lasheras é o melhor poema da aljamia aragonesa, com episódios de grande beleza. A obra, de setenta e nove coplas de dez versos otossílabos com rima abraçada (abba) apareceu, segundo testemunho de Mariano de Pano "Ao derribar uma casa antiga da povoação de Almonacid de la Sierra (...) oculta no oco e falsete que deixava o duplo piso de um cômodo", com toda uma biblioteca e os úteis típicos de uma oficina de encadernação.
Mohamad Rabadan, natural de Rueda de Jalón, escreveu um conjunto de romances que que falam de costumes islâmicos e no que se destaca a descrição da natureza. Os seus poemas transmitem o sentimento de marginação de um mourisco batizado na marra, vigiado na sua intimidade e perseguido, e imploram ajuda a Alá para aliviar este sofrimento. Sua obra é destinada aos seus semelhantes e a sua intenção é catequética e moralizante. Entre o restante da sua produção podem-se citar a História genealógica de Maomé, História do espanto do dia do juízo, O discurso da luz, Canto das luas e Os nomes de Alá.